# Le Suicide de Saül
Le Suicide de Saül est un tableau peint par Pieter Brueghel l'Ancien en 1562. Il est conservé au musée d'histoire de l'art de Vienne à Vienne.
Il représente une scène biblique qui figure dans le Premier livre de Samuel : le suicide de Saül, roi d'Israël, après sa défaite face aux Philistins. Bruegel dépeint les deux armées de manière anachronique, avec des armures et des armes du XVIe siècle.
L'étendue du paysage fait souvent oublier que cette œuvre compte parmi les plus petites peintures de Brueghel, d'un format à peine supérieur à ses dessins.